# Трояновице (Малопольское воеводство)
Троянови́це (пол. Trojanowice) — село в Польше в сельской гмине Зелёнки Краковского повета Малопольского воеводства.
Село располагается в 10 км от административного центра воеводства города Краков. Располагается около краевой дороги № 794. Село связано с краковским районом Сальватор автобусными маршрутами № 207, 237 и 267.
В 1975—1998 годах село входило в состав Краковского воеводства.

## Население
По состоянию на 2013 год в селе проживало 822 человека.
| 2010 | 2013 |
| ---- | ---- |
| 787  | 822  |

| Перепись  | Всего   | Всего | Женщины | Женщины | Мужчины | Мужчины |
| --------- | ------- | ----- | ------- | ------- | ------- | ------- |
| Единицы   | человек | %     | человек | %       | человек | %       |
| Население | 822     | 100   | 413     |         | 409     |         |

## Известные личности и уроженцы
- Альберик Сивек (1920—2008) — аббат цистерцианских монастырей в Вонхоцке и Вишши-Броде.
- Павел Сивек (1893—1986) — иезуит, польский философ.